# Felsőgagy
Felsőgagy (vyslovováno [felšégaď], slovensky Vyšný Gaď, Vyšná Gaďa) je malá vesnička v Maďarsku v župě Borsod-Abaúj-Zemplén, spadající pod okres Encs. Nachází se asi 15 km severozápadně od Encse. V roce 2015 zde žilo 216 obyvatel, jež dle údajů z roku 2001 tvořili 62 % Maďaři a 38 % Romové.
Sousedními vesnicemi jsou Alsógagy, Csenyéte, Gagyvendégi a Krasznokvajda.